# Oktavio Philipp von Boehn
Oktavio Philipp von Boehn (29 tháng 1 năm 1824 tại Klein Silkow, Kreis Stolp – 30 tháng 7 năm 1899 tại Berlin) là một sĩ quan quân đội Phổ, đã được thăng đến cấp Thượng tướng Bộ binh.

## Tiểu sử
Ông gia nhập quân ngũ vào ngày 19 tháng 10 năm 1840, với tư cách là lính ngự lâm trong Trung đoàn Bộ binh số 8 (Kolberg). Vào năm 1866, ông lên quân hàm thiếu tá và giữ một chức chỉ huy tiểu đoàn trong Trung đoàn Hoàng đế Franz. Ông đã tham chiến trong cuộc Chiến tranh Áo-Phổ và được tặng thưởng Huân chương Quân công cao quý của Phổ. Được giao quyền chỉ huy (Führer) trung đoàn Hoàng đế Franz, ông đã tham gia cuộc Chiến tranh Pháp-Đức (1870 – 1871) và bị thương trong trận đánh khốc liệt ở Saint-Privat-la-Montagne vào ngày 18 tháng 8 năm 1870. Sua khi hồi phục, ông ban đầu được lãnh quyền chỉ huy Trung đoàn Cận vệ số 1 vào tháng 12 năm 1870, sau đó nhậm chức Tư lệnh (Kommandeur) của trung đoàn này. Sau khi được thăng cấp Thiếu tướng và Tư lệnh của Lữ đoàn Cận vệ số 2 vào năm 1875, ông xin giải ngũ vào năm 1876 nhưng không được chấp thuận. Thay vì đó, ông được chuyển vào hàng ngũ Sĩ quan Trừ bị (Offizieren der Armee) và vào năm 1877 ông được ủy nhiệm làm Tư lệnh của Lữ đoàn Bộ binh số 58. Vào năm 1880, ông được giao quyền chỉ huy (Führung) Sư đoàn số 21, rồi vào năm 1886 ông chỉ huy Quân đoàn VI. Vào năm 1888, Boehn được phong quân hàm Thượng tướng Bộ binh. Vào ngày 12 tháng 1 năm 1889, Boehn nghỉ hưu và đồng thời được phong tước hiệu danh dự à la suite của Trung đoàn Phóng lựu Cận vệ Hoàng đế Franz số 2. Ngày 30 tháng 7 năm 1899, ông từ trần ở thủ đô Berlin.
Boehn là một số ít những sĩ quan quân đội Phổ vốn không hề học tại Trường Chiến tranh (Kriegsschule) và cũng không hề phục vụ trong Bộ Tổng tham mưu nhưng lên đến cấp Tướng tư lệnh (Kommandierender General).
Người anh trai của ông, Julius Heinrich von Boehn (1820 – 1893) cũng là một sĩ quan quân đội Phổ và lên đến cấp tướng.